# Rin'
Rin' je japonská populární hudební skupina, která kombinuje ve své hudbě tradiční japonský styl s popem a rockem. Jedná se o ženské trio absolventek Tokijské národní univerzity estetického umění a hudby (東京藝術大学, Tōkyō Geijutsu Daigaku, zkráceně 芸大, GeiDai), kde graduovaly v roce 2003. V prosinci téhož roku debutovaly v Tokijské čtvrti Meguro a již v květnu následujícího roku vyšel jejich první single Sakitama, vydaný společností Avex Trax.
Název skupiny je odvozen od anglického slova ring (kruh), japonského slova Wa (和 znamenajícího jak "kruh" tak i "japonský styl") a z naděje tria vytvořit kruh, koloběh hudby.

## Členové
| Členové - Mana - 吉永真奈 (Mana Yoshinaga) - Tomoca - 長須与佳 (Tomoca Nagasu) - Chie - 新井智恵 (Chie Arai) | Nástroje vokály, koto, shamisen, jushichi-gen vokály, biwa, shakuhachi vokály, koto, shamisen, jushichi-gen |

## Diskografie

### Singly
1. Sakitama～幸魂～ (Sakitama - 7. duben 2004)
  1. Sakitama～幸魂～
  2. 時空（Instrumental）
  3. Sakitama～幸魂～（Instrumental）

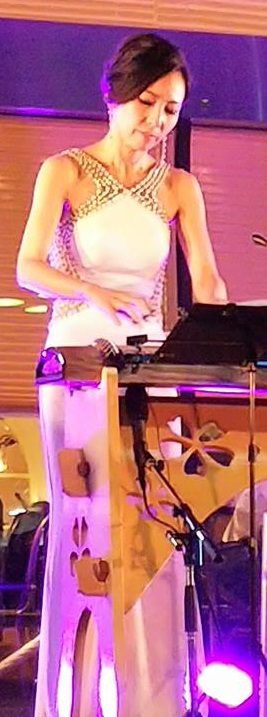
吉永真奈（Mana Yoshinaga)

2. 吉永真奈（Mana Yoshinaga)八千代ノ風 (Yachiyo no Kaze - 30. červen 2004)
  1. 八千代ノ風
  2. Release
  3. 八千代ノ風（Instrumental）
  4. Release（Instrumental）
3. サクラ サクラ (Sakura Sakura - 20. duben 2005)
  1. サクラ サクラ
  2. サクラ サクラ (Instrumental with 尺八・三味線)
4. 夢花火 (Yume hanabi - 31. srpen 2005)
  1. 夢花火 -Rin' Three pieces-
  2. 夢花火
  3. Flashback -Rin' Version-
  4. 夢花火 -Instrumental-

### Alba
1. 時空 (Jikū - 12. květen 2004)
  1. 時空
  2. Sakitama～幸魂～
  3. 八千代ノ風
  4. 普遍
  5. 雅
  6. weakness
  7. 道心
  8. Smile on(English ver.)
  9. Will
  10. サイの神
  11. Eternal
2. 飛鳥 (Asuka - 29. září 2004)
  1. 飛鳥
  2. 美貌の國
  3. THE GRACE
  4. 仮面
  5. 紅
  6. innocence
  7. 胡蝶之夢
  8. Nomado
  9. 鏡月
  10. 天華
  11. 花吹雪
  12. 明日香川
  13. 沙羅双樹
  14. Hanging in there
3. ～Rin' Christmas Cover Songs～聖夜 (～Rin' Christmas Cover Songs～ Seiya - 17. listopad 2004)
  1. Happy Xmas（War Is Over）
  2. Last Christmas
  3. Rin' Xmas Medley
  4. 交響曲 第九番
  5. クリスマス・イブ
  6. Merry Christmas Mr. Lawrence
  7. White Christmas
  8. In My Life
4. 宴歌（うたげうた） / さくら さくら (Utage uta/Sakura Sakura - 30. březen 2005 - Live Album)
  1. Live Side
    1. -アバンタイトル-
    2. 時空
    3. 八千代ノ風
    4. 紅
    5. サイの神
    6. 美貌の國
    7. 普遍
    8. 花吹雪
    9. 沙羅双樹
    10. Sakitama～幸魂～
    11. Eternal
    12. 雅
    13. 天華
    14. 飛鳥
    15. Will

  2. Single Side
    1. さくら さくら
    2. 残花
    3. さくら さくら（Instrumental)
5. Inland Sea (30. srpen 2006)
  1. New Day rising
  2. Solemn
  3. What The Rain Said
  4. Never Knew What Love Meant
  5. Moss Garden
  6. Anti Hero
  7. Inland sea
  8. Sea Of Tranquility
  9. Superflat(PartII)
  10. Past Imperfect
  11. AA170
  12. 虹結び
6. 源氏ノスタルジー (Genji Nostalgia - 5. prosinec 2007)
  1. 紫のゆかり、ふたたび
  2. GENJI
  3. 千年の虹
  4. 乱華
  5. 名もなき花
  6. 浅キ夢見シ

### DVD
1. 歌宴～Rin' First Live Tour 2004 "時空"～ (Utage~Rin' First Live Tour 2004 Jikū - 17. listopad 2004)
  1. 雅
  2. 普遍
  3. Release
  4. Smile on（Japanese ver.）
  5. Eternal
  6. サイの神
  7. 天華
  8. 花吹雪
  9. 八千代ノ風
  10. 道心
  11. Will
  12. Sakitama～幸魂～
  13. 時空